# Willem Schouten
Pour les articles homonymes, voir Schouten.
Willem Cornelisz Schouten (1567 ? - 1625) est un navigateur néerlandais  (on trouve aussi les orthographes Cornelis et Schoutten).

## Biographie

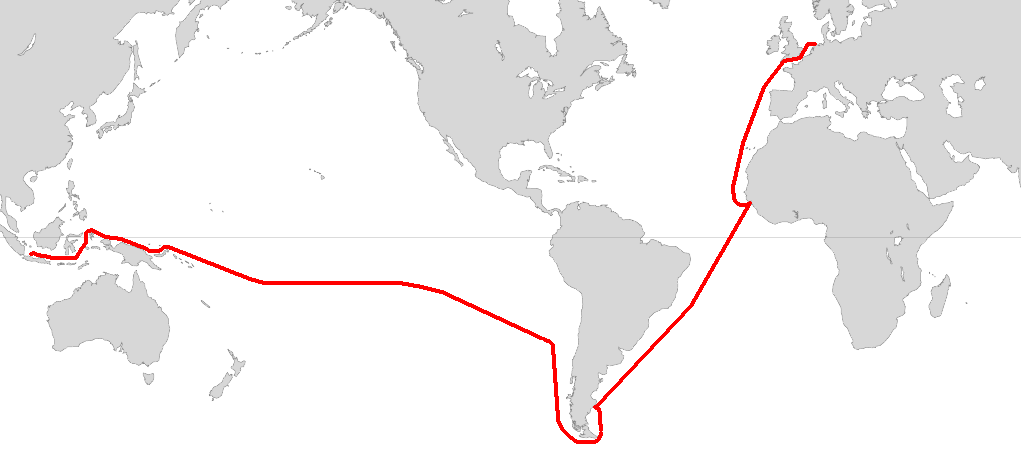
Itinéraire du voyage de 1615–1616

En 1615, Willem Schouten et Jacob Le Maire quittent le port de Texel situé aux Pays-Bas, aux commandes d'une expédition dont le but était de trouver une nouvelle route maritime vers le Pacifique et l'archipel des Moluques, afin de pouvoir contourner les restrictions commerciales imposées par la Compagnie néerlandaise des Indes orientales (VOC).
En 1616, Schouten, accompagné de Jacob Le Maire, part pour une expédition ayant pour but d'explorer un passage alternatif au détroit de Magellan, tel que l'avait suggéré Francis Drake. Soutenue par les responsables municipaux de la ville hollandaise de Hoorn, l'expédition franchit le passage de Drake et passe le cap Horn, que les chefs de l'expédition baptisent ainsi en l'honneur de leurs promoteurs. L'expédition traverse le Pacifique puis suit les côtes nord des îles de la Nouvelle-Irlande et de la Nouvelle-Guinée, et visite plusieurs îles à proximité, dont celles qui sont aujourd'hui appelées les îles Schouten.
Bien qu'il ait ouvert une nouvelle voie de passage, la Compagnie néerlandaise des Indes orientales porte plainte pour violation de son monopole commercial vers l'archipel des Moluques. Schouten est un temps arrêté et son navire confisqué sur l'île de Java.
Schouten a relaté ses voyages dans son carnet de bord, publié en néerlandais à Amsterdam en 1618 puis rapidement traduit dans de nombreuses autres langues.

## Éditions duJournal
- (nl) Journal Ofte Beschryvinghe van de wonderlicke reyse, ghaedaen door Willem Cornelisz Schouten van Hoorn, inde Jaren 1615, 1616, en 1617. Hoe hy bezuyden de Strate van Magekkanes een nieuwe Passagie tot inde groote Zuyzee onteckt en voort den gheheelen Aerdkloot angheseylt, heeft. Wat Eylanden, vreemde volcken en wonderlicke avontueren hem ontmoet zijn., Amsterdam, Willem Jansz, 1618.
- (fr) Journal ou Description du marveilleux voyage de Guilliaume Schouten, Amsterdam, Willem Jansz, 1618.
- (fr) Journal ou relation exacte du voyage de Guill Schouten dans les Indes : par un nouveau détroit et par les grandes mers Australes qu'il a découvert, vers le Pole Antarctique. Paris Chez M. Gobert, au Palais en la galerie des prisonniers. Et les cartes chez M. Tavernier, graveur du roi. 1618.
- (en) The Relation of a Wonderfull Voiage made by Willem Cornelison Schouten of Horne. Shewing how South from the Straights of Magelan in Terra Delfuego : he found and discovered a newe passage through the great South Seaes, and that way sayled round about the world, Londres, Nathanaell Newbery, 1619.
- (de) Journal, oder Beschreibung der wunderbaren Reise W. Schouten auss Hollandt, im Jahr 1615-17…, Francfort sur le Main, 1619.
- (la) Novi Freti, a parte meridionali freti Magellanici in Magnum Mare Australe Detectio. Diarium vel descriptio laboriosissimi et molestissimi itineris, facti a Guilielmo Cornelii Schoutenio annis 1615-17…, Amsterdam, Janson, 1619.
- Edward Duyker (ed.) Mirror of the Australian Navigation by Jacob Le Maire : A Facsimile of the ‘Spieghel der Australische Navigatie…’ Being an Account of the Voyage of Jacob Le Maire and Willem Schouten 1615-1616 published in Amsterdam in 1622, Hordern House for the Australian National Maritime Museum, Sydney, 1999, p. 202,  (ISBN 1-875567-25-9)

## Hommage
- (11773) Schouten, astéroïde.